# Astrid Epiney
Pour les articles homonymes, voir Epiney.
Astrid Epiney, née à Mayence le 9 juillet 1965, binationale suisse et allemande, est une professeure en droit international, droit européen et droit public suisse.
Elle est rectrice de l'Université de Fribourg du 15 mars 2015, au 1er février 2024,. Elle est la première femme à diriger cette université.

## Biographie
Astrid Epiney naît Astrid Wander[réf. souhaitée] le 9 juillet 1965[réf. souhaitée] à Mayence[réf. souhaitée]. Elle est binationale suisse et allemande[réf. souhaitée].
Elle effectue sa scolarité dans sa ville natale de Mayence, avant d'entamer des études de droit à l'Université Johannes Gutenberg qui la conduisent à l'obtention de son doctorat en 1991, avec une thèse en droit international. Parallèlement, à temps partiel, de 1989 à 1991, elle suit une formation en droit suisse à l'UNIL et y obtient une licence en 1991. Après un post-doctorat à l'Institut universitaire européen de Florence (1991-1992), elle occupe un poste de collaboratrice scientifique à l'IDHEAP à Lausanne (1992-1994),.
C'est en septembre 1994 que sa carrière à l'Université de Fribourg débute, d'abord comme professeure associée en droit international, droit européen et droit public suisse, puis en 1996, comme professeure ordinaire et directrice exécutive de l'Institut de droit européen de l'Université. Dans les années qui suivent, elle occupe également différents postes de gestion internes ou externes à l'Université fribourgeoise,. 
- Doyenne de la Faculté de droit (2005-2007)[7].
- Membre du Fonds national suisse de la recherche scientifique (2002-2010).
- Vice-rectrice de l'Université (2007-2011).
- Présidente du Conseil suisse de la science et de l'innovation (2012-2015)[8].
- Présidente de la Fondation suisse d'études (depuis 2021)[9].
- Présidente du Conseil d'institut de l'Institut Adolphe Merkle[10].

Le 7 mai 2014 l'assemblée plénière de l'Université la nomme au poste de rectrice pour la période 2015-2019, une décision validée par le Sénat le 22 mai 2014, puis par le Conseil d'État le 3 juin 2014. Le 4 février 2016, elle est nommée vice-présidente de la chambre des hautes écoles universitaires, avec une entrée en fonction à partir du 1er août 2016,.
Depuis le début de sa carrière en 1991, elle a participé, en tant qu'auteure ou co-auteure, à de nombreuses publications, dont une vingtaine de livres, dans les domaines du droit international, droit européen et droit suisse. Elle est reconnue pour ses travaux sur les relations Suisse-UE.
Astrid Epiney est également musicienne sur orgue, une formation musicale qu'elle a effectuée à Mayence, dans sa jeunesse (1980-1983), et où elle a également dirigé une chorale entre 1983 et 1988,.

## Prix et distinctions
- 1995 : Prix Latsis national[16],[17];
- 2011 : Chevalier de la Légion d'honneur. Cette distinction lui est remise le 22 septembre 2011 en reconnaissance pour ses travaux dans le domaine du droit européen, ses collaborations internationales et son bilinguisme appliqué, tant dans ses travaux de recherche, que dans ses fonctions d'enseignante[18],[19];
- 2023: Officier de l'Ordre du Mérite de la République fédérale d'Allemagne. Elle reçoit cette distinction le 5 décembre 2023 pour sa contribution à l’entente entre les espaces culturels français et allemands grâce au renforcement des formations bilingues[20].